# جيرانجرفيورد
جيرانجرفيورد أو مضيق جيرانجر أو خلل جيرانجر  (بالنرويجية: Geirangerfjorden)‏ هو خلل بحري في منطقة سونمور في مقاطعة موره ورومسدال بالنرويج . تقع بالكامل في بلدية ستراندا . يبلغ 15 كيلومتر (9.3 ميل) - فرع طويل من سانيلفسفيوردن، وهو فرع من ستورفيوردن (الخلل العظيم). تقع قرية جيرانجر الصغيرة في نهاية المضيق البحري حيث يصب فيه نهر جيرانجيلفا.

## الخلل

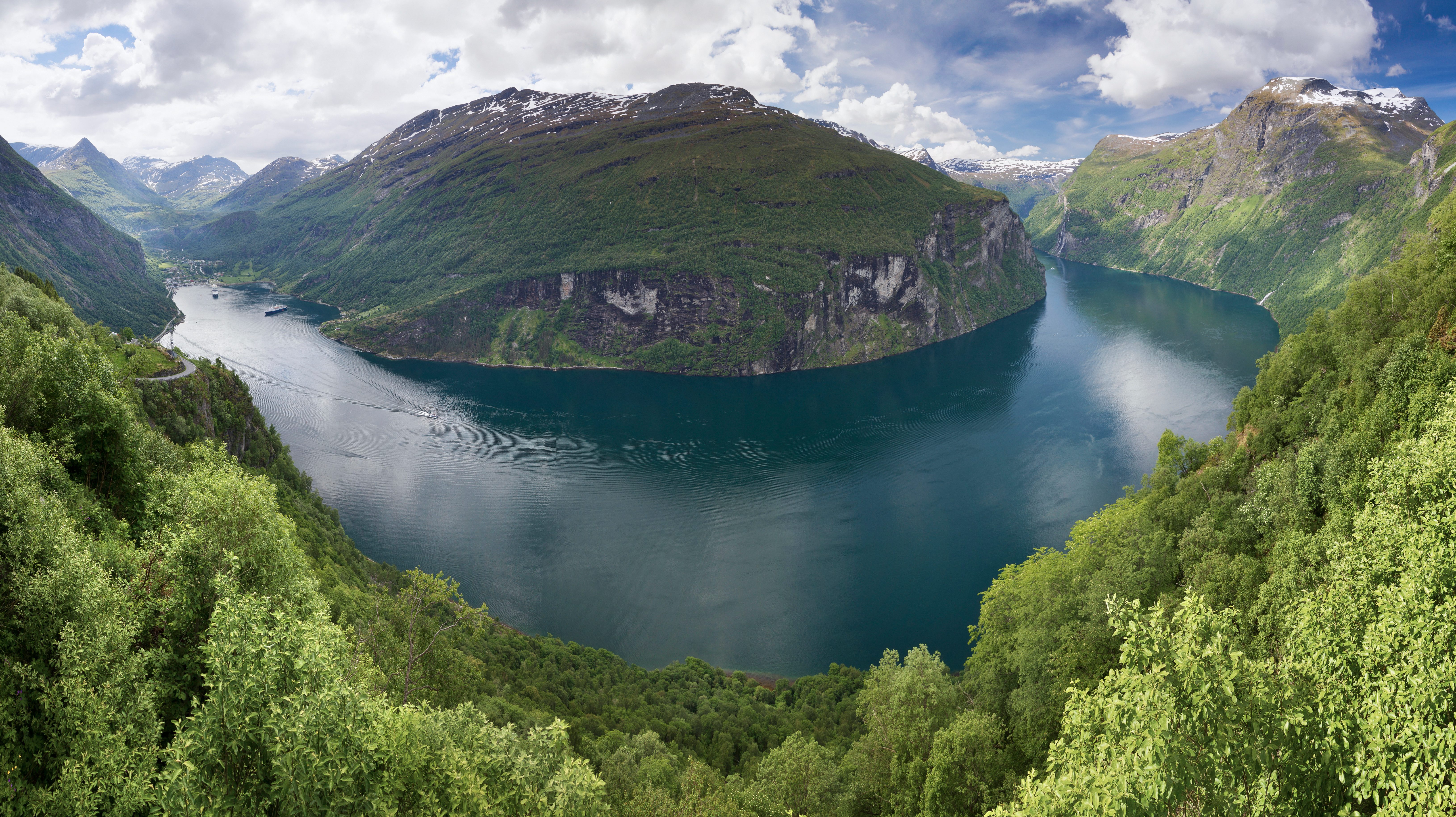
مضيق جيرانجر، أحد مواقع التراث العالمي لليونسكو

يعد المضيق البحري أحد أكثر المواقع السياحية زيارة في النرويج. في عام 2005 ، أُدرج موقعًا للتراث العالمي لليونسكو، بالاشتراك مع Nærøyfjorden. تم تحدي هذا الوضع من خلال الخطط المتنازع عليها لبناء خطوط الطاقة عبر المضيق البحري.

## الشلالات

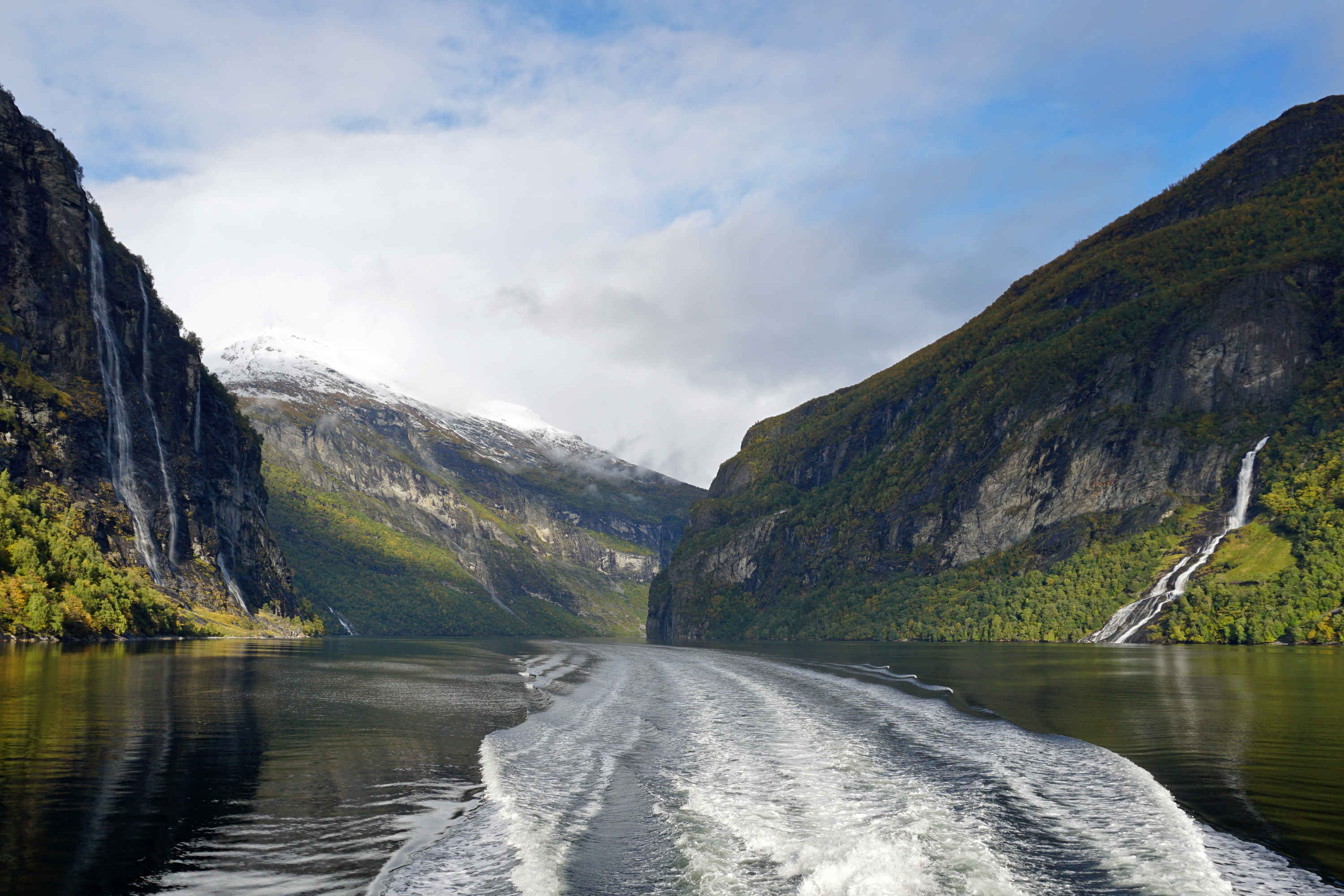
شلال الأخوات السبع (De syv søstrene) وشلال العاشق (Friaren).

## معرض الصور

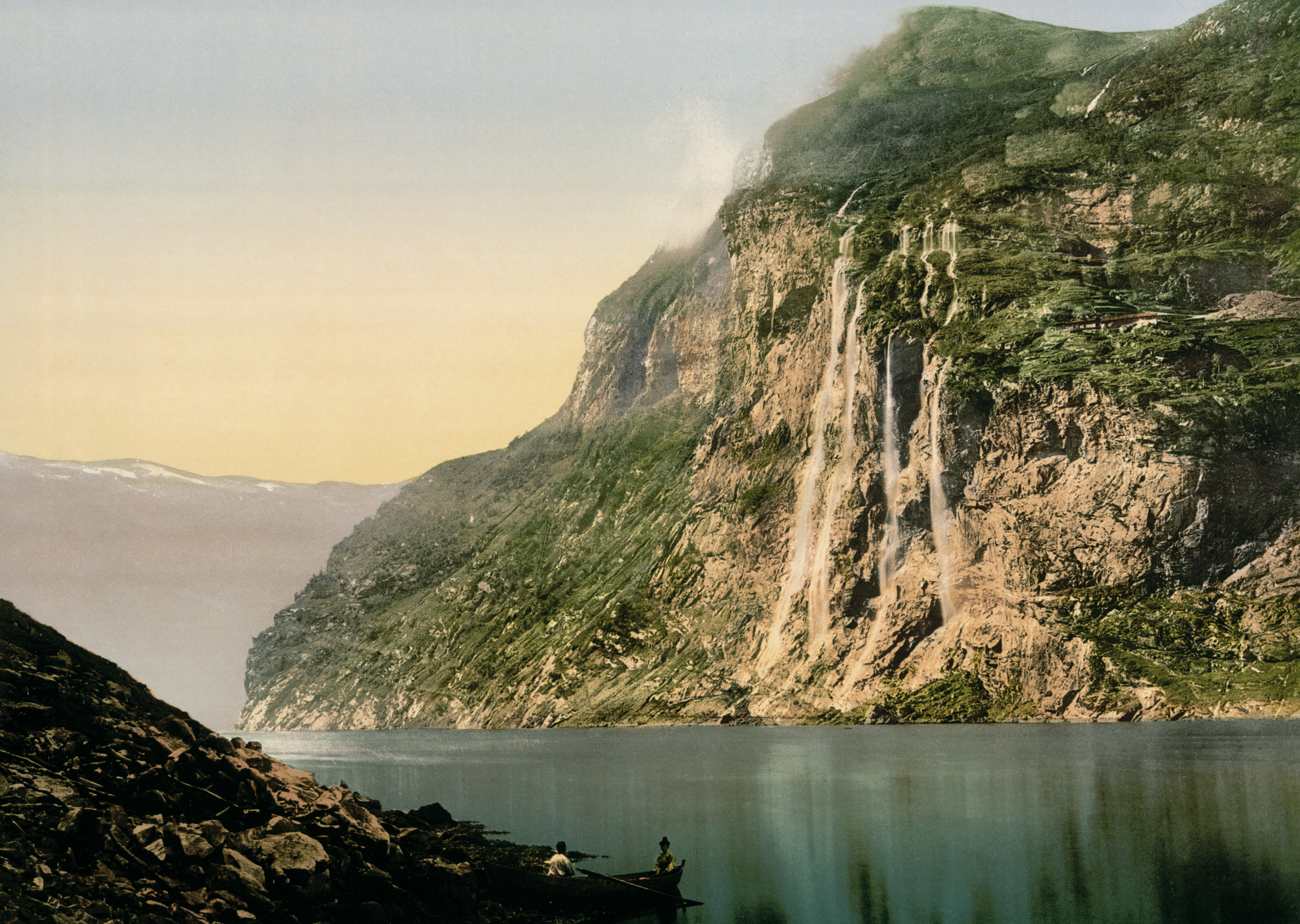
صورة تاريخية للمضيق البحري مع شلالات الأخوات السبع
مضيق جيرانجر (بانوراما)
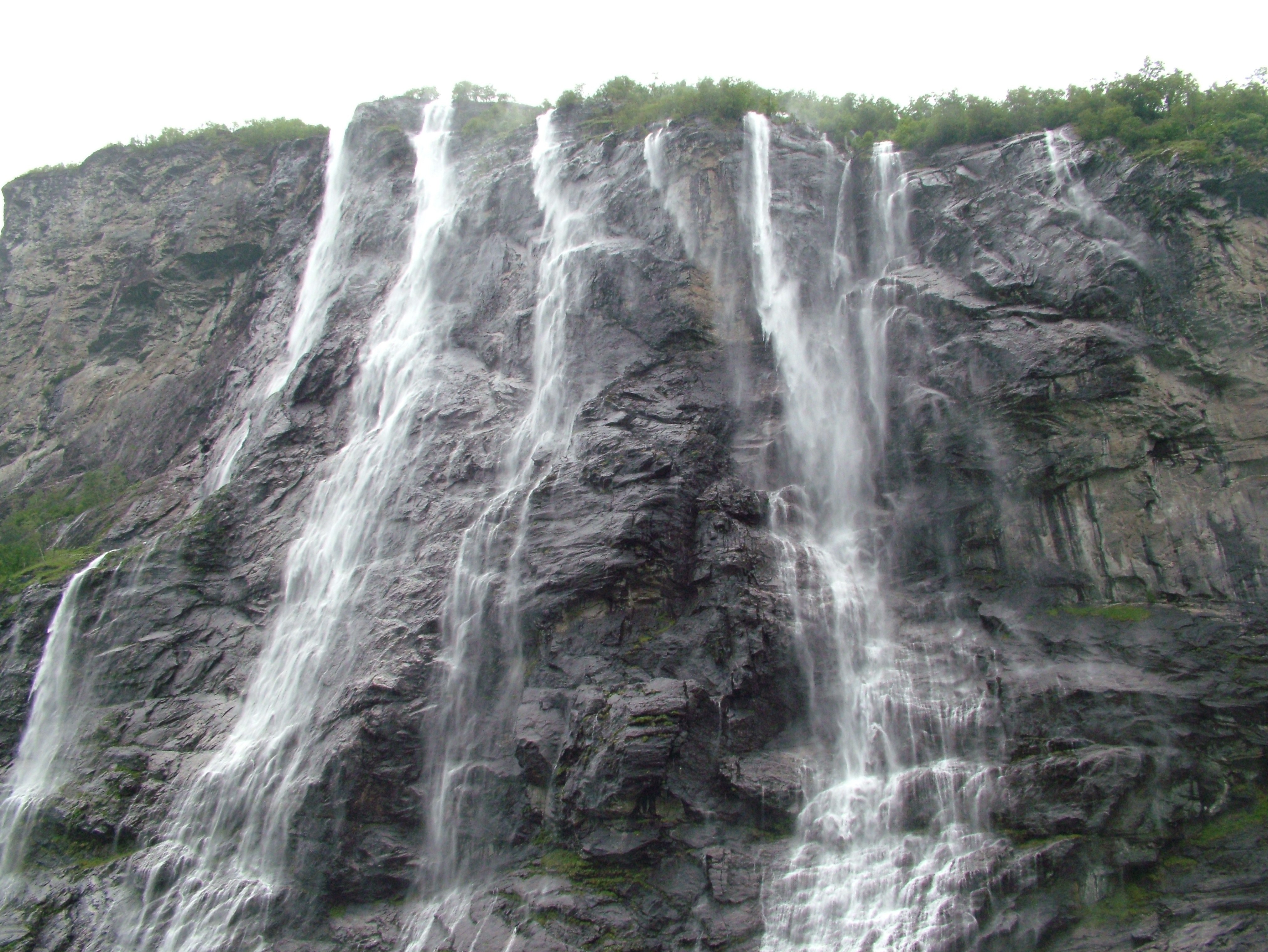
شلالات الأخوات السبع تشق طريقها إلى الخلل
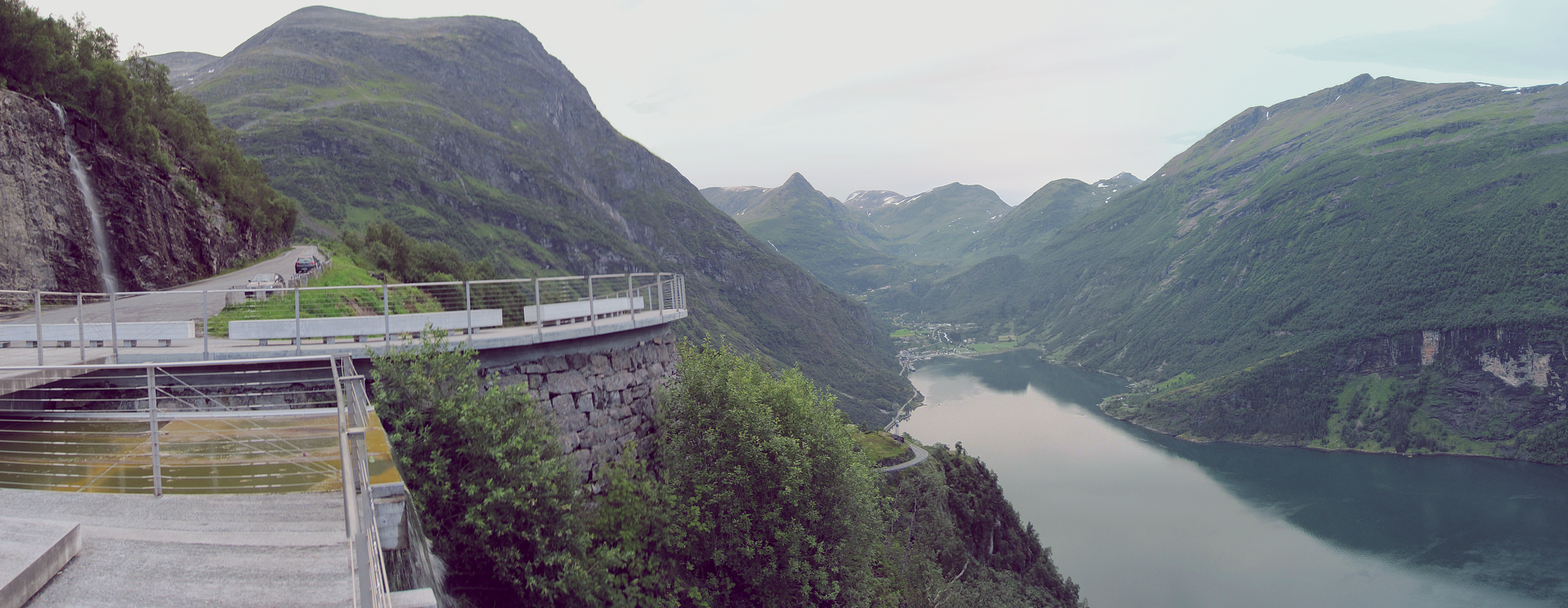
مضيق جيرانجر من موقف سيارات التسلق (بانوراما)
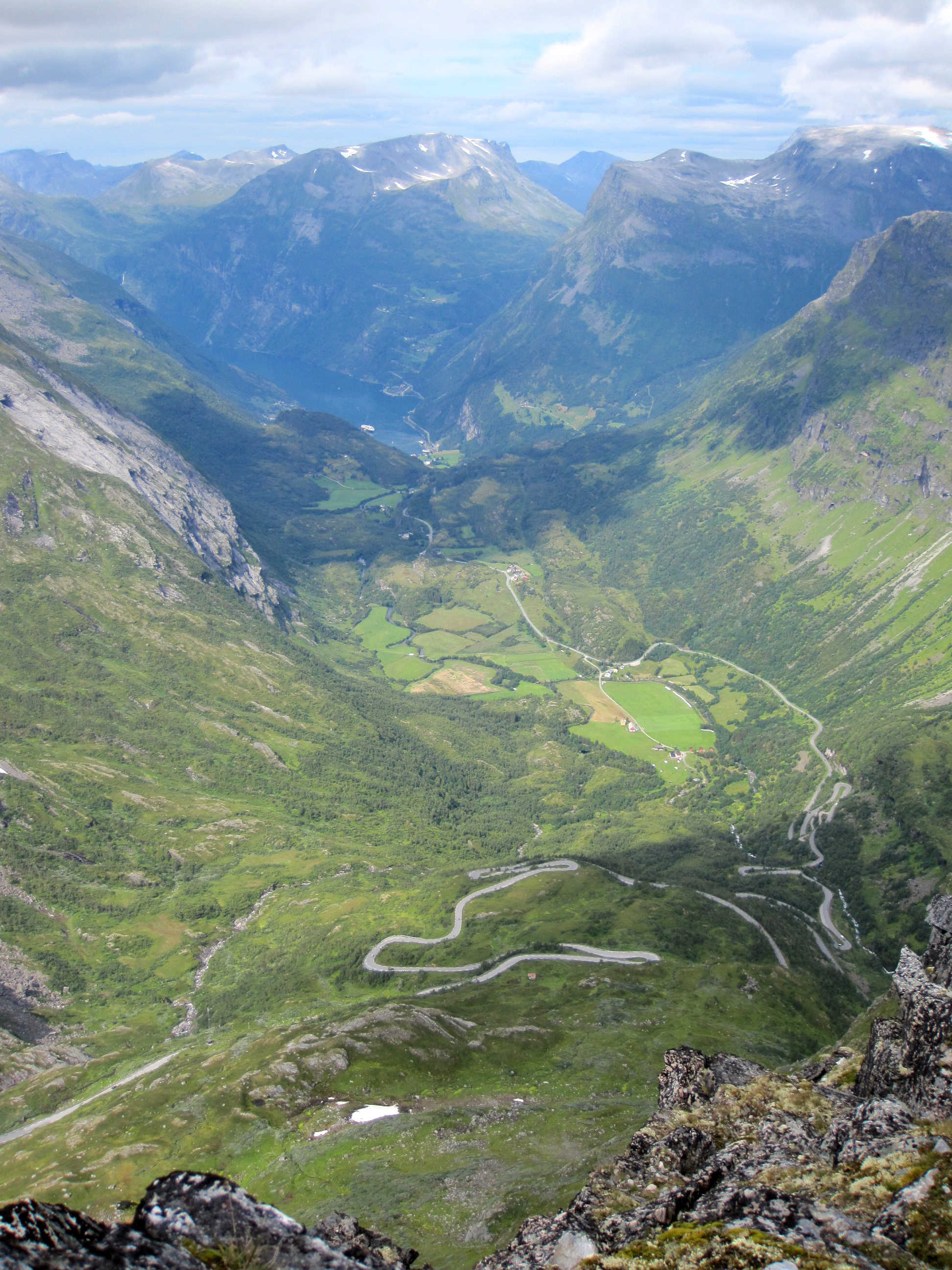
مضيق جيرانجر من دالسنيبا (تصغير)
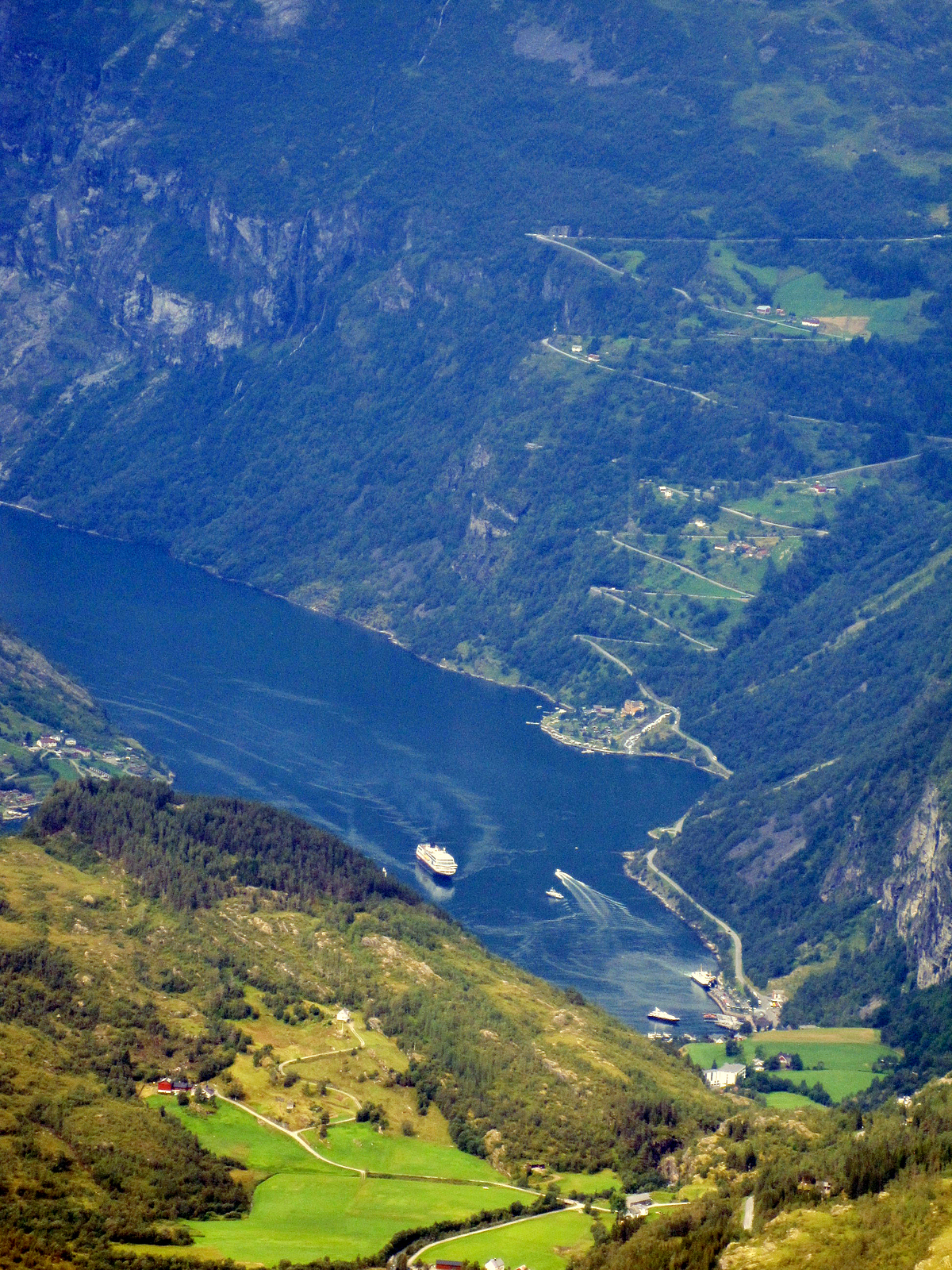
مضيق جيرانجر من دالسنيبا (تكبير)
قارب سياحي يقوم برحلة عبر المضيق البحري
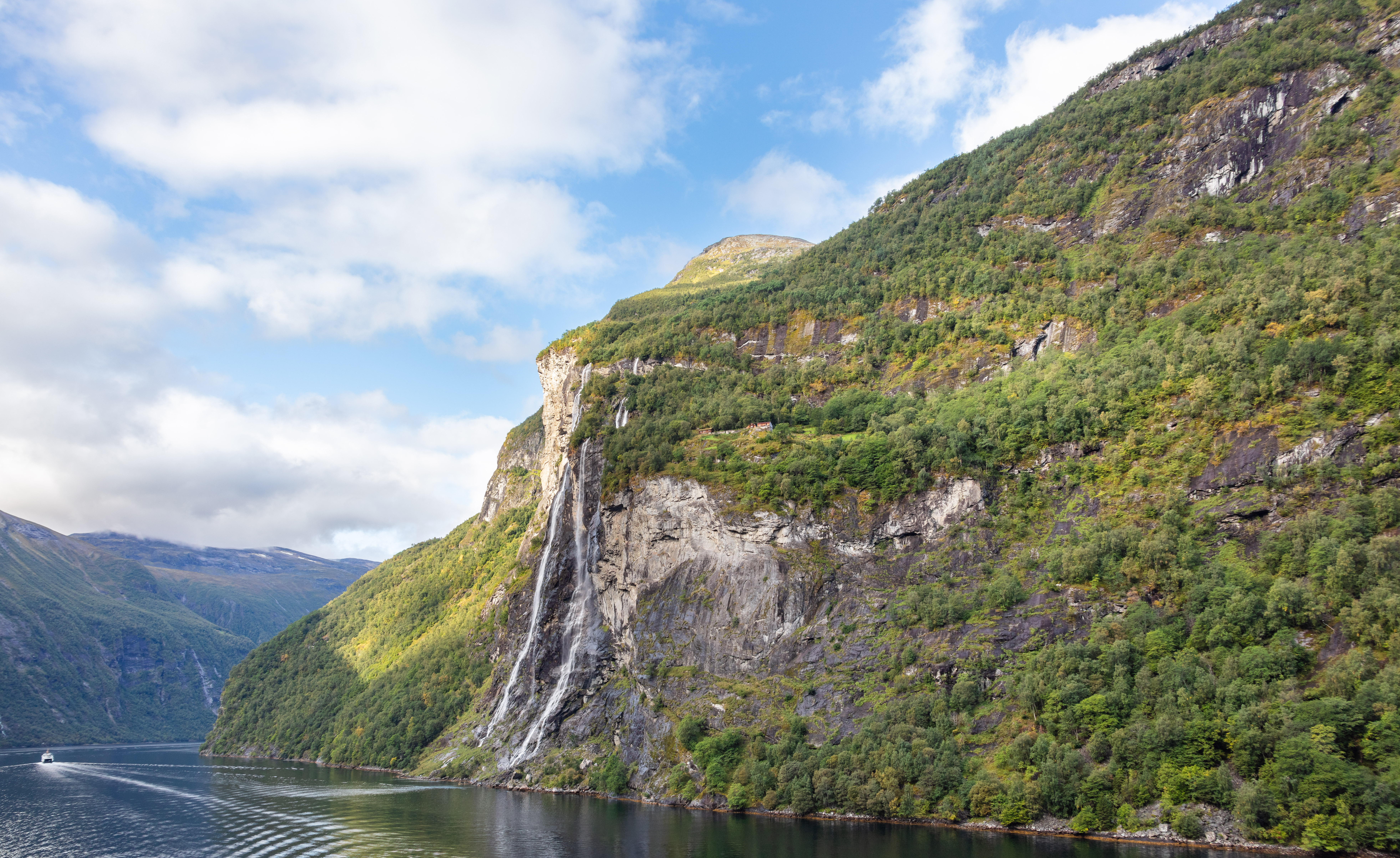
منظر من المياه

## روابط خارجية
- معلومات سياحية حول جيرانجرفيورد
- الوجهة جيرانجرفيورد - lesund & Sunnmøre
- جيرانجرفيورد - دليل السفر الرسمي إلى النرويج
- معلومات السفر نسخة محفوظة 15 يناير 2021 على موقع واي باك مشين.